# Шагани (маяк)
Шагани — маяк на березі Чорного моря в Білгород-Дністровському районі Одеської області України. Навігатор для порту Усть-Дунайськ.

## Опис
У 1944 році у Татарбунарському районі біля села Шагани (з 1945 року — Приморське) на пересипу між однойменним лиманом Шагани і Чорним морем встановили споруду, яка спочатку працювала як навігаційний вогонь.
У 1965 році, у період повоєнної відбудови та реконструкції багатьох маяків, поновили і Шаганський маяк: у верхній частині збудованої із залізобетону башти на металевому каркасі встановили два дерев'яні конусоподібні щити видимості.
У 1983 році на башті світного знака почав функціонувати новий світлооптичний прилад, завдяки якому дальність видимості вогню збільшилася до 14 морських миль. Це дало можливість навігаційному знаку отримати статус маяка, який з тих пір працює в автоматичному режимі. У 2002 році маяк було ще раз суттєво реконструйовано.
Прямого суходільного сполучення маяк із селом Приморське не має — піщана коса перемежовується водою.
Даний маяк забезпечує безпеку навігації на підходах до Усть-Дунайського морського торговельного порту. Висота його башти від основи становить 16 м, висота вогню над рівнем моря — 20 м, а дальність видимості вогню — 14 миль.
Найближчі маяки знаходяться в Курортному і на острові Зміїний. Шаганський маяк є також колоритним туристичним об'єктом в національному природному парку «Тузловські лимани» на екомаршруті «Амазонія». Доступ для туристів всередину закритий, оскільки це стратегічний об'єкт.